# 우에무라 에이이치
우에무라 에이이치(일본어: 植村 映一, 1975년 12월 1일 ~ )는 일본의 전 축구 선수이다.

## 구단 경력
과거 방포레 고후에서 활동하였다.